# NGC 5813
NGC 5813 est une galaxie elliptique située dans la constellation de la Vierge. Sa vitesse par rapport au fond diffus cosmologique est de 2 154 ± 15 km/s, ce qui correspond à une distance de Hubble de 31,8 ± 2,2 Mpc (∼104 millions d'al). NGC 5813 a été découverte par l'astronome germano-britannique William Herschel en 1786.
NGC 5813 a été utilisée par Gérard de Vaucouleurs comme une galaxie de type morphologique E1-2 dans son atlas des galaxies,.
NGC 5813 est une galaxie LINER, c'est-à-dire une galaxie dont le noyau présente un spectre d'émission caractérisé par de larges raies d'atomes faiblement ionisés.
À ce jour, 17 mesures non basées sur le décalage vers le rouge (redshift) donnent une distance de 31,012 ± 8,460 Mpc (∼101 millions d'al), ce qui est à l'intérieur des valeurs de la distance de Hubble.

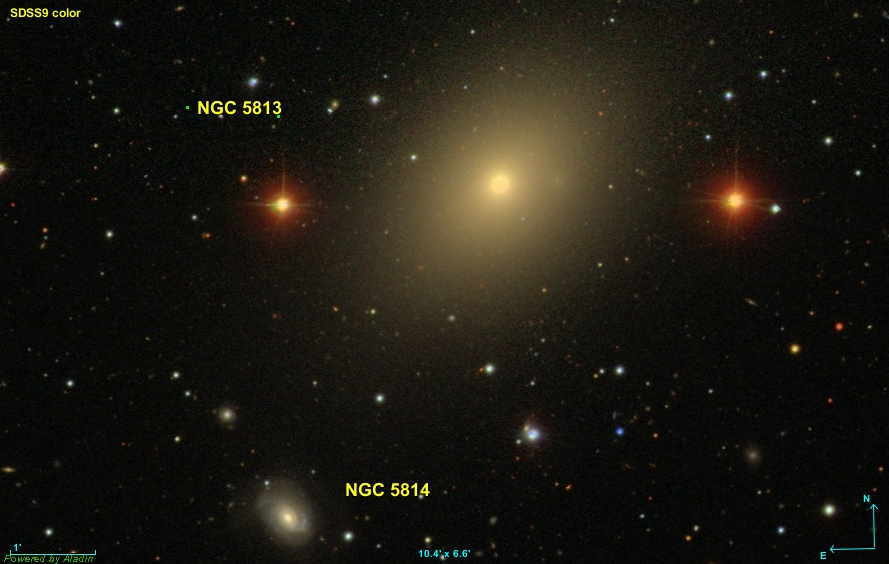
Les galaxies NGC 5813 et NGC 5814.

NGC 5813 et NGC 5814 sont rapprochées sur la sphère céleste, mais elles ne forment pas une paire réelle de galaxies, car NGC 5814 est à plus de 400 millions d'années-lumière plus éloignée.

## Groupe d'IC 1066
Selon Abraham Mahtessian, NGC 5813 fait partie d'un groupe de galaxies qui compte 15 membres, le groupe d'IC 1066. IC 1066 n'est ni la plus brillante ni la plus grosse galaxie du groupe, mais c'est la première galaxie de la liste de Mahtessian. Plusieurs des galaxies de cette liste se trouvent dans d'autres groupes décrits par d'autres sources, dont NGC 5813 dans le groupe de NGC 5846. Les membres du groupe selon l'ordre décrit pas Mahtessian sont : IC 1066,IC 1067, NGC 5770, NGC 5774, NGC 5775, NGC 5806, NGC 5813, NGC 5831, NGC 5839, NGC 5838, NGC 5845, NGC 5846, NGC 5854, NGC 5864 et NGC 5869.
Le groupe de d'IC 1066 fait partie de l'amas de la Vierge III.

## Groupe de NGC 5846
Selon A. M. Garcia NGC 5813 fait partie du groupe de NGC 5846. Ce groupe de galaxies compte neuf membres. Les huit autres galaxies du groupe sont NGC 5831, NGC 5846, NGC 5854, NGC 5864, NGC 5869, UGC 9746, UGC 9760 et UGC 9751. Richard Powell mentionne aussi le groupe de NGC 5846 sur son site avec les mêmes neuf galaxies, mais il ajoute NGC 5846A (PGC 53930). Le groupe de NGC 5846 fait partie de l'amas de la Vierge III.
Notons que cinq des galaxies du groupe de NGC 5846 font partie d'un groupe plus vaste décrit par Abraham Mahtessian dans un article publié en 1998, le groupe d'IC 1066. Il s'agit de NGC 5813, NGC 5831, NGC 5846, NGC 5864 et NGC 5864. Comme on peut le constater, les regroupements varient d'un auteur à l'autre, car il n'y a pas de critères fixes pour construire ceux-ci.